# Кљунов удар
Кљунов удар је била тактика поморског ратовања и односило се на намерно ударање свом силином прамцем брода у бок противничког брода, током чега би му се нанела велика штета или могуће потапање. Појавио се врло рано још у доба бродова на весла, а након абордажа, први су га користили стари Грци са својим триремама које су за то имале посебно ојачан кљун. Ако кљунов удар не би постигао резултат и успјех обавезно би се прешло на абордаж бродова. У новијој историји поморских битака кљунов удар направио је пољски разарач под британском заставом Глоуворм, у тренутку када је претрпио тешке поготке задобијене од немачке тешке крстарице Адмирал Хипер, па је прије него што је потонуо нанео тешка оштећења крстарици 8. априла 1940. године.